# 花垣河
花垣河（又名松桃河），是中国长江流域的一条河流，汇入酉水，属于沅江水系。河长187千米，流域面积2797平方千米，多年平均流量76立方米每秒。自然落差315米。水能理论蕴藏量11万千瓦。